# Andes áridos

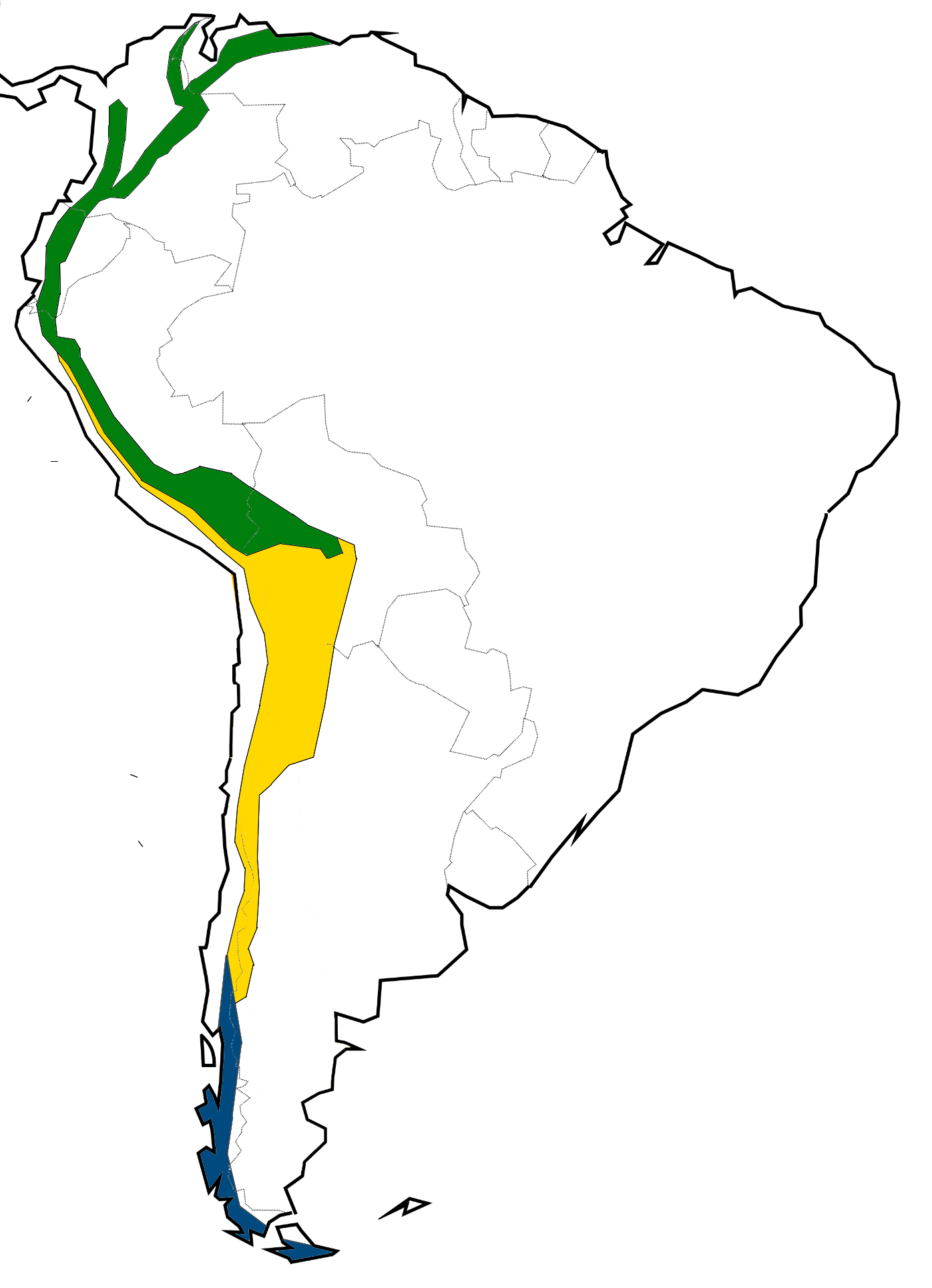
Andes tropicales
Andes áridos
Andes húmedos

Los Andes áridos es una subregión climática y glaciológica de los Andes. Junto con los Andes húmedos, es una de las dos subregiones de los Andes argentinos y chilenos. Los Andes secos se extiende desde el desierto de Atacama en el norte de Chile y el noroeste de Argentina hacia el sur hasta una latitud de 35°S en Chile. En Argentina, los Andes áridos alcanzan los 40° S debido al efecto de sotavento de los Andes. Según Luis Lliboutry, los Andes áridos se pueden definir por la distribución de penitentes. Los penitentes más desarrollados del sur se encuentran en el volcán Lanín. 
La Cordillera Principal cerca de Santiago puede haber sido objeto de una glaciación significativa desde hace 1 millón de años, como lo indica el desarrollo de los valles glaciares.

## Paleogeografía, paleoclimatología y paleoglaciología.
Aunque la precipitación aumenta con la altura, hay condiciones semiáridas en los casi 7000 metros (22 965,9 pies) imponentes montañas de los andes. Se considera que este clima de estepa seca es del tipo subtropical a 32-34°S. En los fondos del valle solo crecen matorrales enanos. Los glaciares más grandes, por ejemplo, el glaciar Plomo y el glaciar Horcones, no alcanzan los 10 kilómetros (6,2 mi)   de longitud, el espesor del hielo no es muy significativo. Sin embargo, durante los tiempos glaciales. Hace 20,000 años, los glaciares eran más de diez veces más largos. En el lado este de esta sección de los Andes de Mendoza fluyeron a 2060 metros (6758,5 pies) y en el lado oeste a 1220 metros (4002,6 pies). Los macizos del Cerro Aconcagua 6962 metros (22 841,2 pies), Cerro Tupungato 6550 metros (21 489,5 pies) y Nevado Juncal 6110 metros (20 045,9 pies) están situadas a decenas de kilómetros de distancia entre sí y estaban conectadas por una red conjunta de corrientes de hielo. Sus brazos de glaciares dendríticos, es decir, componentes de los glaciares del valle, tenían hasta 112,5 kilómetros (69,9 mi) largo, más de 1250 metros (4101,0 pies) espesor y abarcó una distancia vertical de 5150 metros (16 896,3 pies). La línea de nieve del glaciar climático se bajó de los actuales 4600 metros (15 091,9 pies) a 3200 metros (10 498,7 pies)   durante los tiempos glaciales.